# Commiphora pedunculata
Commiphora pedunculata is een soort uit de familie Burseraceae. Het is een bladverliezende boom die een groeihoogte bereikt van ongeveer 6,5 meter. De boom een stevige stam tot ongeveer 1 meter in omtrek.
De soort staat op de Rode Lijst van de IUCN geklasseerd als 'niet bedreigd'.
De soort komt voor in tropisch Afrika, van Senegal tot in Noord-Nigeria en zich verder naar het oosten uitstrekkend tot in Soedan. Hij groeit daar in savannes.
Zowel de hars als de vruchten worden in het wild geoogst. De kleine pruimachtige vrucht heeft een zwarte kleur en zou eetbaar zijn. De schors levert een op mirre lijkende gomhars op die als wierook wordt gebruikt. Het hout is zacht en wordt weinig gebruikt.
... 
C. africana · 
C. caudata · 
C. gileadensis · 
C.  guidottii · 
C. kataf · 
C. myrrha · 
C. simplicifolia · 
C. wightii · 
C. wildii
...